# Sven Wingquist
Sven Gustaf Wingquist, född 10 december 1876 i Kumla, död 17 april 1953 i Göteborg, var en svensk maskiningenjör, uppfinnare och industriman. Wingquists banbrytande kullagerskonstruktioner lade grunden till AB Svenska Kullagerfabriken (sedermera AB SKF), som han var med och grundade 1907. Han var bolagets förste verkställande direktör från starten och fram till 1919 samt senare bolagets styrelseordförande under åren 1938–53. Wingquists experiment ledde även fram till betydelsefullt specialstål för kullagren. Vid AB Bofors var han styrelseordförande 1917–32 och 1937–46 samt verkställande direktör 1933–36.

## Biografi

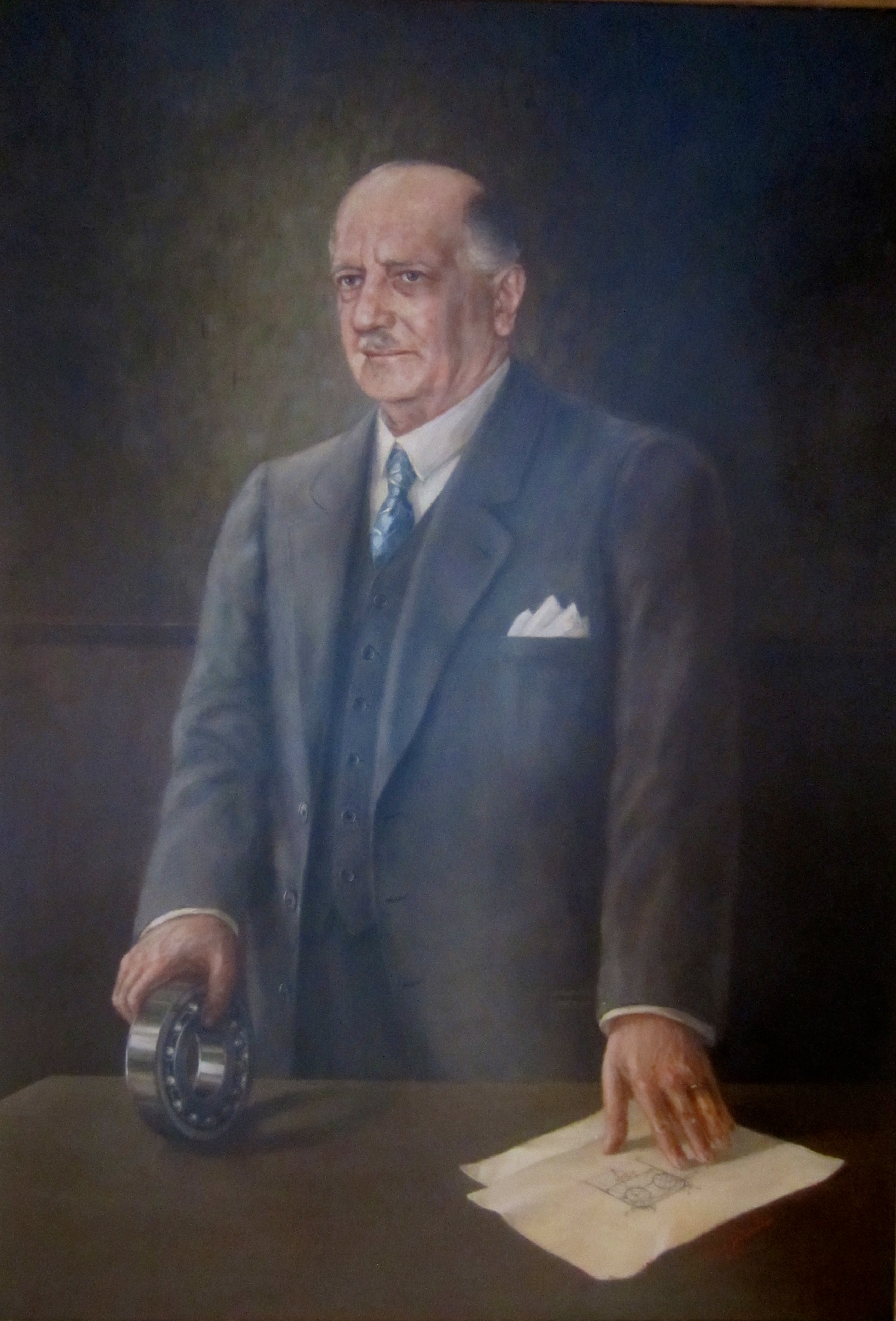
Sven Wingquist. Oljemålning av Oskar Spitzmüller, Wien.

År 1894 tog Wingquist maskiningenjörsexamen vid Örebro tekniska elementarskola (nuvarande Rudbecksgymnasiet), varefter han 1894–1895 utbildade sig till textilman vid John Lennings vävskola i Norrköping. Wingquist praktiserade 1895–1896 vid Gävle mekaniska verkstad och vid olika verkstäder i USA.  Han var ritare vid Kungl. Lotsstyrelsen 1896.
Under åren 1896–1899 var han anställd som ingenjör vid Jonsereds Fabriker. Därefter anställdes han som driftsingenjör vid Gamlestadens Fabrikers AB i Göteborg. Här fick han ansvara för reparationsverkstaden och ångmaskincentralen.
Som ung driftsingenjör vid Gamlestadens Fabriker fick han i uppgift, att lösa de återkommande maskinstoppen som orsakades av havererade lager på de långa centrala drivaxlarna. Han kom underfund med, att detta orsakades av sättningar i lermarken, som fabriken var byggd på. Knappt mätbara förskjutningar av lagerlägena för drivaxlarna resulterade i stora lagerkrafter på de i princip helt stela kullagren, vilka till slut skar. Lagren som i huvudsak var av tyskt fabrikat, var också i övrigt av undermålig kvalité. 
Wingquists försök att lösa lagerproblemen i fabriken sammanföll i tiden med de intensiva diskussioner om olika lagertyper som pågick i tekniska kretsar vid den här tiden, speciellt i Tyskland. Metallurgen professor Richard Stribeck hade på uppdrag av DWM (Deutsche Waffen- und Munitionsfabrik) 1899, publicerat en rapport 1902 som på vetenskaplig grund gjorde en jämförelse mellan glidlager och kullager som maskinelement. 
Rapporten kom att bli ett genombrott för kullagertekniken, där Stribeck, i motsats till vad som tidigare varit den allmänna uppfattningen, kunde påvisa stora tekniska fördelar med kullager jämfört med glidlager för många olika typer av lagringar. Wingquist följde noga med i de diskussioner som pågick och förstod i ett tidigt skede att det fanns ett stort utrymme för innovationer inom kullagertekniken. Han höll en rad föredragningar i ämnet inom ledande ingenjörsföreningar i Göteborg där han påvisade de tekniska fördelarna med kullager baserade på Stribecks rapport och den utveckling som pågick i främst Tyskland. 
För att kunna arbeta effektivare med lagerproblemen i fabriken inrättades på Wingquists initiativ en mindre experimentverkstad på fabriksområdet där olika lagertyper och stålkvalitéer kunde provas under kontrollerade former. Detta ledde så småningom fram till en rad olika lagertyper och redan 1906 sökte han patent på ett 1-radigt självreglerande spårkullager med sfärisk form på ytterringens löpbana (svenskt patent nr. 24160), men som hade den nackdelen att det inte klarade axiella laster i någon nämnvärd grad genom kilverkan på kulorna och lagertypen tillverkades därför aldrig i några större antal.

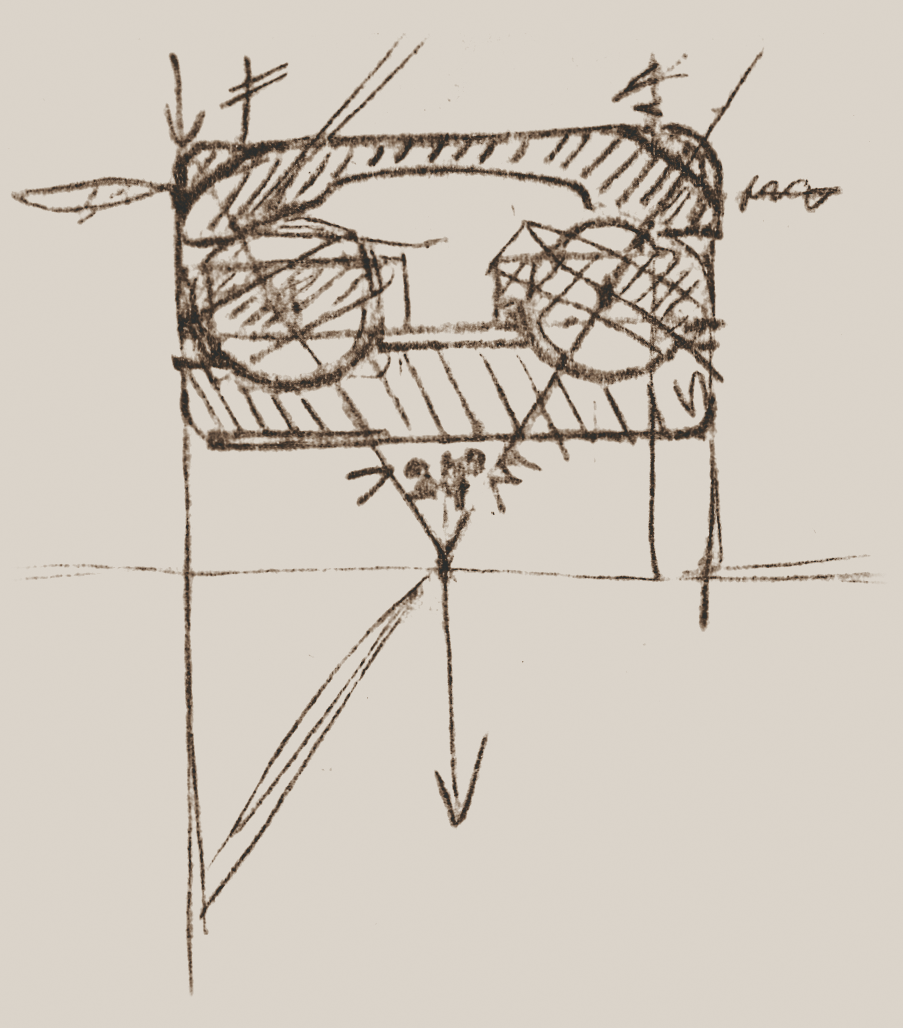
Originalskiss på ett självinställande lager av tidig modell. Jämför med lagret till vänster på undre bilden.

### En av SKF:s grundare

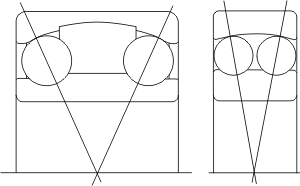
Sven Wingquist självreglerande dubbelradiga radialkullager. En tidig version till vänster med begränsad sfärisk yta på ytterringens löpbana och slutlig version 1907, till höger.

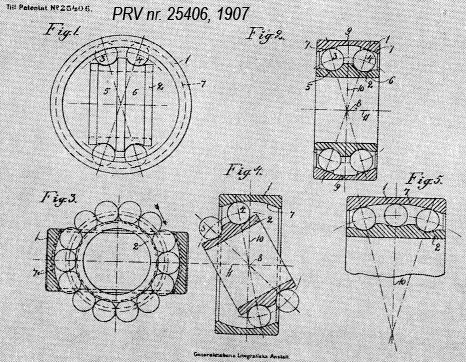
Sven Wingquist ritning till patentet nr 25406, 1907.

Självjusterande radialkullager - svenskt patent nr 25406.

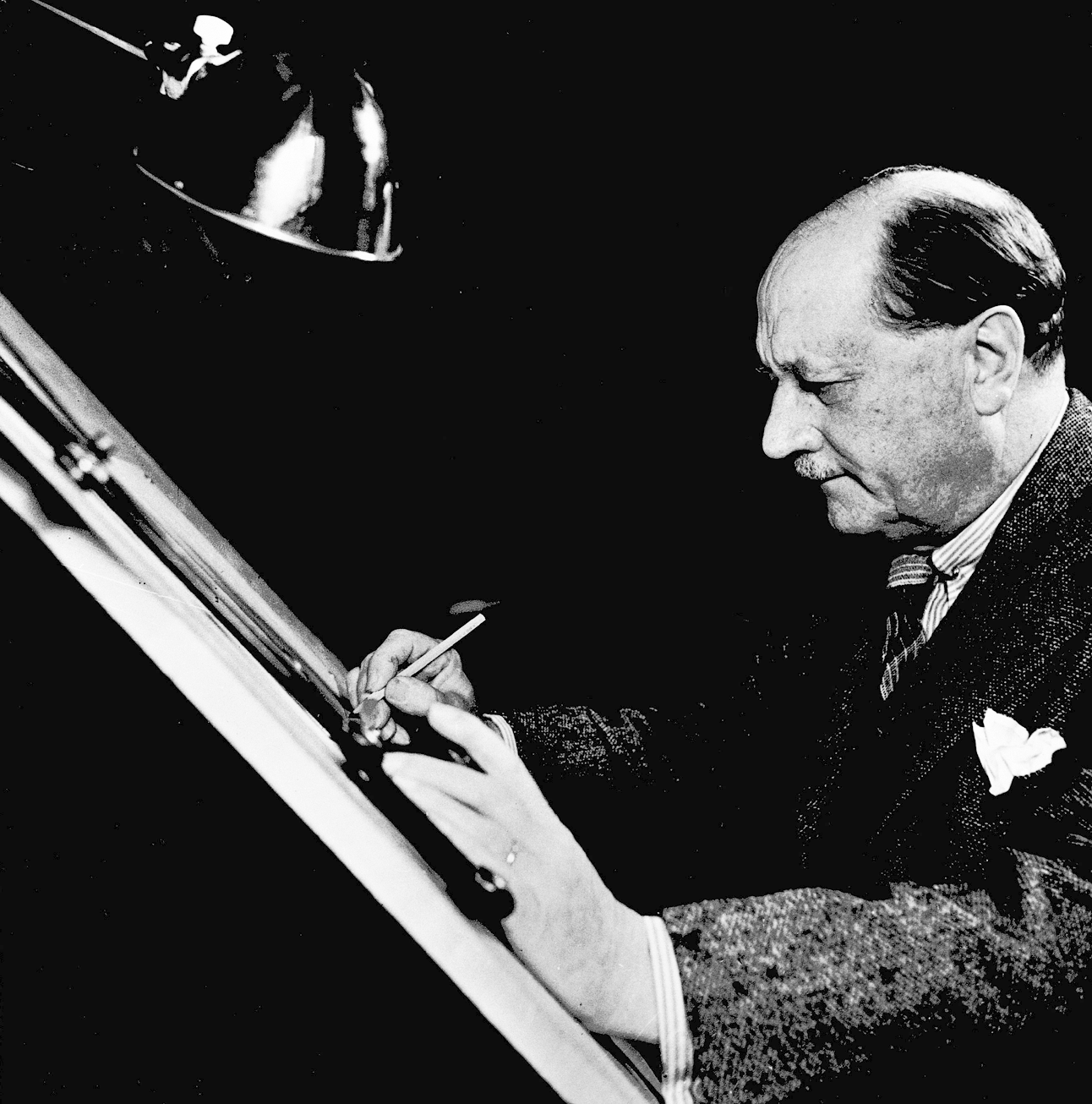
Arrangerad bild med Sven Wingquist vid sitt ritbräde på 1940-talet.

Wingquist och ledningen för Gamlestadens Fabriker förstod rätt snart, att en liten experimentverkstad med begränsade resurser inte var tillräcklig för att kunna arbeta vidare med de alltmer avancerade konstruktioner, som Wingquist skissade på och som på sikt kunde utgöra grunden för ett nytt fristående kullagerföretag. Detta var en framtidsvision, som Wingquist tidigt framförde, men som han inledningsvis inte fick gehör för. På initiativ av Wingquist grundades emellertid Svenska Kullagerfabriken (SKF). Till att börja med var SKF ett dotterbolag till Gamlestadens Fabrikers AB. Detta gjordes för att kunna koncentrera den kapitalkrävande utvecklingen av kullager till ett separat bolag med eget riskkapital.
Vid bolagsstämman den 16 februari 1907 på Gamlestadens Fabriker AB beslöt Axel Carlander och Knut J:son Mark, att skjuta till det nödvändiga kapitalet för dotterbolaget. Sven Wingquist utsågs till verkställande direktör och teknisk chef. Aktiekapitalet fördelades på totalt 110 aktier varav Knut J:son Mark tecknade sig för 84 aktier – varav 80 för Gamlestadens fabrikers räkning – och Sven Wingquist för 20 aktier. Av dessa erhöll Wingquist tio i gottgörelse för redan gjorda och för kommande kullageruppfinningar. Axel Carlander, Johan Christopher Carlander och Johannes J:son Mark tecknade sig för två aktier vardera.
Axel Carlander utsågs till styrelsens ordförande för det nya bolaget. Vid denna tidpunkt var det berömda 'SKF-lagret' ännu inte färdigutvecklat även om Sven Wingquist var på rätt spår och arbetade intensivt med olika prototyper. Efter ingående studier, fann han lösningen med det dubbelsidiga sfäriska kullaget, på påskdagen den 31 mars 1907. Wingquist hade då funnit lösningen på problemen med bland annat lagerhaverierna för maskinerna vid Gamlestadens Fabriker och många andra lagerproblem på det maskintekniska området.

### En avgörande patentansökan
Patentansökan inlämnades den 21 maj 1907 in till Patent- och registreringsverket och redan den 6 juni 1907 godkändes S.G. Wingqvists patentansökan i Sverige, på ett flerradigt självreglerande radialkullager, svenskt patent nr. 25406. Det banbrytande med Sven Wingquists uppfinning var att lagret hade dubbla kulrader, kombinerat med en sfärisk form på den yttre lagerringens löpbana med speciella geometriska förhållanden, som gjorde att lagret även klarade betydande axiella laster utan att lagerbanorna och kulorna utsattes för alltför stora påkänningar. Lagret, som kom att benämnas 'SKF-lagret', lade grunden till SKF:s snabba expansion som lagertillverkare.
I Gamlestadens Fabrikers årsredovisning för 1906, som presenterades på våren 1907, och som även inkluderade den bolagsstämma, som hölls i februari 1907 då SKF grundades, gav Gamlestadens Fabriker följande redovisning över SKF:s start:
"Ingeniör Wingquist har under året experimenterat med tillverkning av ett nytt kullager, varå han sökt patent, och som efter allt att döma skulle komma att visa sig överlägset andra dylika. Då vi genom att sätta in kullager i maskinerna, där så kunde ske, skulle spara ej obetydligt med kraft, beslöt Styrelsen anskaffa en del maskiner för att tillverka dessa lager. Härvid hade jämväl den tanken, att om detta försök visade sig fördelaktigt, borde det vara en god affär att bilda ett särskilt bolag för denna fabrikation. Sedan vi nu varit igång någon tid och erfarenheten tycks styrka, att man kan hysa goda förhoppningar om saken, har en tomt för en ny fabrik köpts av Göteborgs Stad, varjemte en del maskiner för tillverkningen anskaffats. I början av detta år har också konstituerande stämma hållits med Aktiebolaget Svenska Kullagerfabriken, vari Styrelsen för Gamlestadens Fabrikers Aktiebolag tecknat aktier för 82 000. Det är Styrelsens förhoppning, att detta skall visa sig vara ett lyckligt beslut.
Vid samma tid söktes och godkändes också patent på lagertypen i bland annat Tyskland, Frankrike, Storbritannien och i USA. Totalt erhölls patent i tio olika länder under en kort tidsperiod. I patent nr. 25406 finns både ett 2- och ett 3-radigt radialkullager beskrivet, men det var det 2-radiga kullagret med sfärisk form på ytterringens löpbana, allmänt kallat 'sfäriskt kullager', som blev SKF:s stora försäljningsframgång. Wingquist hade också varit mycket förutseende genom att ta ut patent i samtliga stora industrinationer för att kunna förhindra plagiat.

### Ledde SKF:s affärsutveckling
SKF fick ett försprång och etablerade snabbt egna agenter, försäljningskontor och fabriker i ett flertal länder utanför Sverige. Sven Wingquist var inte bara den drivande i SKF:s teknikutveckling, utan också i hög grad involverad i SKF:s lansering och marknadsföring av produkterna. Genom att snabbt bygga  upp ett vittförgrenat återförsäljarnät och etablering av egna fabriker utomlands utgjorde patentet 25406 en viktig grund för företagets möjligheter att utvecklas internationellt. 
Den energiska bearbetningen av marknaden, som Wingquist bedrev, och den successiva etableringen av egna fabriker utomlands, med en första fabrik i Luton i England 1911, resulterade i att försäljningsvärdet redan 1909 uppgick till ett belopp, som översteg 500 000 kronor. Därefter steg det nästan explosionsartat; år 1910 till 1 miljon kronor, år 1911 till 2 miljoner kronor, år 1912 till 4,5 miljoner kronor och 1913 till 6,5 miljoner kronor. Försäljningsframgångarna skedde i hård konkurrens från främst Fichtel & Sachs i Tyskland, Hoffmann i England och Timken i USA. 
På den tyska marknaden var den inhemska kullagerindustrin betydande. Där skapades också 1913 av de större fabrikerna en kullagerkonvention, som hade karaktären av kartellbildning och som i viss utsträckning var riktad mot SKF:s expansion. Wingquist, som tidigt hade övervägt att grunda ett dotterföretag i Tyskland, valde då metoden att förvärva inflytande över en av de tyska kullagerfabrikerna. Genom en nyemissionen 1913, som tillförde SKF ett nytt kapital på 6 miljoner kronor, fick SKF möjlighet att köpa halva aktiekapitalet i Norma Compagnie i Cannstatt. Detta innebar för SKF en investering av 3 miljoner Mark. Genom denna affär blev SKF etablerad i Tyskland och inträdde 1914 i den tyska kullagerkonventionen.

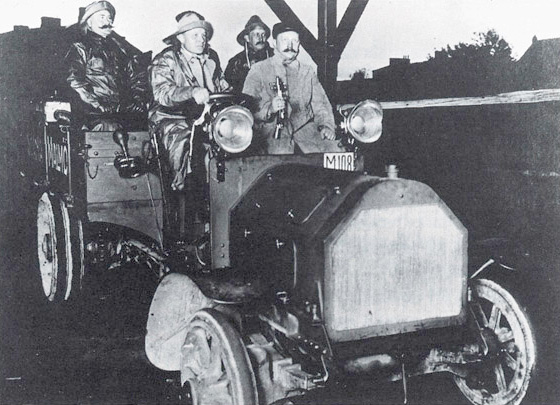
Fältprovning av SKF-hjullager på en SCANIA-lastbil i september år 1909. Sven Wingquist syns till höger bak på flaket.

Omkring 1915 startade SKF kullagertillverkning i USA för att främst sälja in SKF-lager inom fordonsindustrin, genom förvärv av den amerikanska kullagertillverkaren The Hess-Bright Manufacturing Co. i Philadelphia, som tillverkade det inarbetade "Conrad"-lagret på licens av ett tyskt företag (DWF-Deutsche Waffen Fabrik). Affären hanterades av Björn Prytz, som hade rest till USA och stod i kontakt med Wingquist i Göteborg per telegram. SKF hade i samband med USA-etableringen egentligen tänkt att introducera ett prisbilligt fordonslager under varumärket "Volvo", men detta skrinlades och alla lager kom istället att märkas med SKF:s egen logotyp.
Under tidigt 1900-tal svarade person- och lastbilsidan för merparten av försäljningsvolymen och USA med den snabbt växande personbilstillverkningen var tidigt en mycket viktig marknad för SKF. Lastbilstillverkaren Scania i Malmö blev senare hopslagen med Vabis i Södertälje till Scania-Vabis. Företaget köpte alla sina axellager från utlandet, men blev efter övertygande långtidsprover med olika SKF-lager i sina lastbilar, en stor kund till SKF efter fältprovet 2-3 september 1909.

### Tar patent på världens första automatväxellåda, blir hedersdoktor och aktiverar ett vilande bolag – "jag rullar"
Fältprovet med Scania-lastbilen väckte Wingquists intresse för automobiler. Det utmynnade bland annat i Wingquists patent på en av världens första automatiska växellåda, vilket medförde att bilfabrikanterna i Detroit blev synnerligen intresserade. År 1921 utsågs Sven Wingquist till hedersdoktor vid den tekniska högskolan i Hoboken, New Jersey. 
Fem år senare – på hösten 1926 – påbörjades projektet med en svensk biltillverkning i Göteborg av två unga medarbetare vid SKF, Assar Gabrielsson och Gustaf Larson, som tidigare samarbetat med Sven Wingquist. Resultatet blev den första Volvon, som på förmiddagen den 14 april 1927 kom ut i solgasset på Hisingen. Sven Wingquist hade tidigare bildat ett bolag med namnet "Volvo". Bolaget var vilande från maj 1915 och aktiverades med starten av bilföretaget Volvo. På latin betyder volvo "jag rullar", ”jag vrider mig” eller ”jag vänder mig om”  – ett mycket passande namn både på en kula och en automobil.

### Ett eget stålverk för SKF
Wingquist funderade mycket på materialfrågan för att kunna öka lagerbelastningen, öka livslängden på kullagren och även få en högre leveranssäkerhet. Han kom så småningom fram till, att den bästa lösningen vore att företaget skaffade sig ett eget stålverk där man kunde anpassa stålets egenskaper för olika delar i lagren. Efter en genomgång under 1915 av tänkbara stålföretag beslöt han sig för att försöka förvärva Hofors järnbruk, som ägdes av Stockholms Enskilda Bank med vice häradshövding Marcus Wallenberg som verkställande direktör. Från sitt första möte med Marcus Wallenberg berättade Wingquist, att han blivit ordentligt "examinerad" om SKF:s ställning och utvecklingsmöjligheterna för bolaget. Denna affär slutfördes under 1916. Därvid ingick även förvärvet av Grönkvists Mekaniska Verkstad (G.M.V.) i Katrineholm mot vilket SKF drivit en långvarig process för patentintrång. Marcus Wallenberg kom senare, att ingå i SKF:s styrelse.

### Inhemsk konkurrens

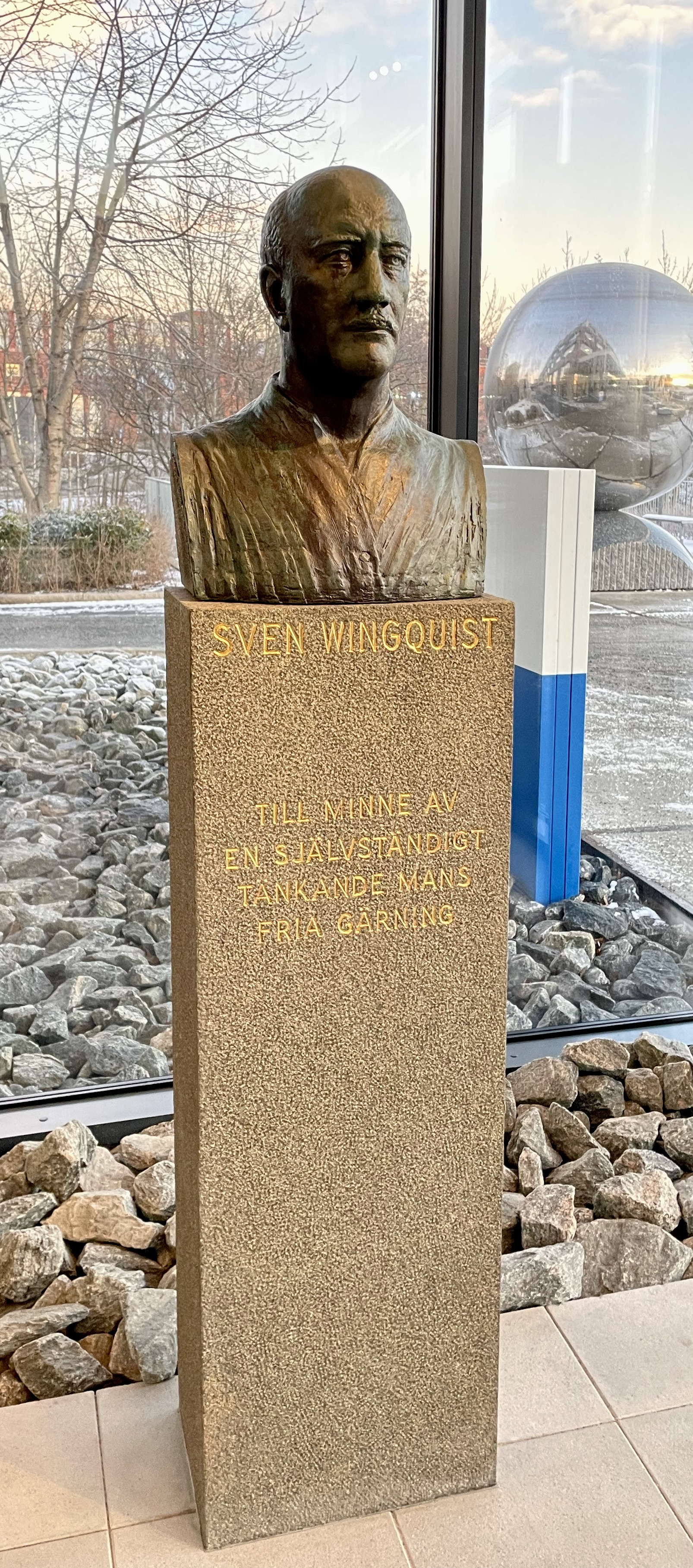
Sven Wingquist, byst i brons av Carl Frisendahl vid entrén till SKF:s nya huvudkontor i Göteborg.

Grönkvists Mekaniska Verkstad hade påbörjat sin lagertillverkning redan 1913 och byggde sin produktion på en variant av Wingquists sfäriska kullager samt ifrågasatte Wingquists patenträtt. Den påföljande patenttvisten drog ut på tiden och engagerade en rad tekniska experter. Konflikten kunde biläggas och löstes genom SKF:s köp av G.M.V. Under första världskriget startades många företag med "kullagerambitioner", varav majoriteten introducerades på aktiebörsen – ofta redan innan fabriksbyggnaderna ens hade påbörjats. Nordiska Kullageraktiebolaget (NKA), grundat 1914, var det mest seriösa alternativet. NKA grundades på initiativ av en grupp affärsmän i Göteborg, där bryggeriägaren Melcher Lyckholm (J W Lyckholm & Co) var den drivande. Företaget hade SKF som förebild och drev bland annat ett eget järnverk – Forsbacka bruk i Gästrikland. 
Under 1917 kulminerade företagsetableringarna, och under det året grundades, AB Kullagerfabriken Svea i Lindesberg (februari), Stockholms Kullager AB (maj), Skandinaviska Kullager AB i Stockholm (juni), AB Bursells Cykoidkullager i Göteborg (juni), AB Kullagerverken i Stockholm (oktober) och Baltiska Kullager AB (BKA) också i Stockholm (november).
I mars 1918 avslöjades en skandal, som kom att benämnas "Kullageraffären". Det var Baltiska Kullageraktiebolaget, en av de nya kullagerfirmorna, som hade lyckats värva chefen för SKF:s konstruktionsavdelning, Fritz Kjerrström, som tekniskt ansvarig vid sin anläggning i Stockholm. Kjerrström hade innan han lämnade sin anställning på SKF, under månader gjort kopior av olika maskinritningar, vilka han därefter överlämnade till sin nya arbetsgivare. Det hela avslöjades och ledde till polisanmälan. 
Wingquist uppskattade antalet kopierade ritningar till mellan 1 500 och 2 000, och misstänkte att stölderna varit planlagda redan vid Baltiska Kullagers start i november 1917. Polisutredningen väckte stor uppståndelse och bekräftade i stort anklagelserna. Verkställande styrelseledamoten i BKA, J.E. Frykberg ansågs bära huvudansvaret och avskedades. Redan på sommaren 1918 övertogs hela BKA av NKA och upphörde därefter som företag. NKA försäkrade i sin tur att inga SKF-ritningar längre fanns i BKA:s arkiv, vilket godtogs av Wingquist.
Med Wingquist som verkställande direktör och Axel Carlander som styrelsens ordförande utvecklades SKF snabbt till ett världsledande företag inom tillverkning av kul- och rullager för både stationära och mobila maskinapplikationer. Wingquists extra 10 aktier, som han erhöll vid bolagets grundande, och kommande tantiem i utbyte mot patentet 25 406 skulle visa sig vara en mycket god affär. I 1913 års taxeringskalender stod han för den högsta deklarerade privata inkomsten i Göteborg. Så sent som 1907 hade han taxerats för blygsamma 8 000 kronor.

### Wingquist trappar ned

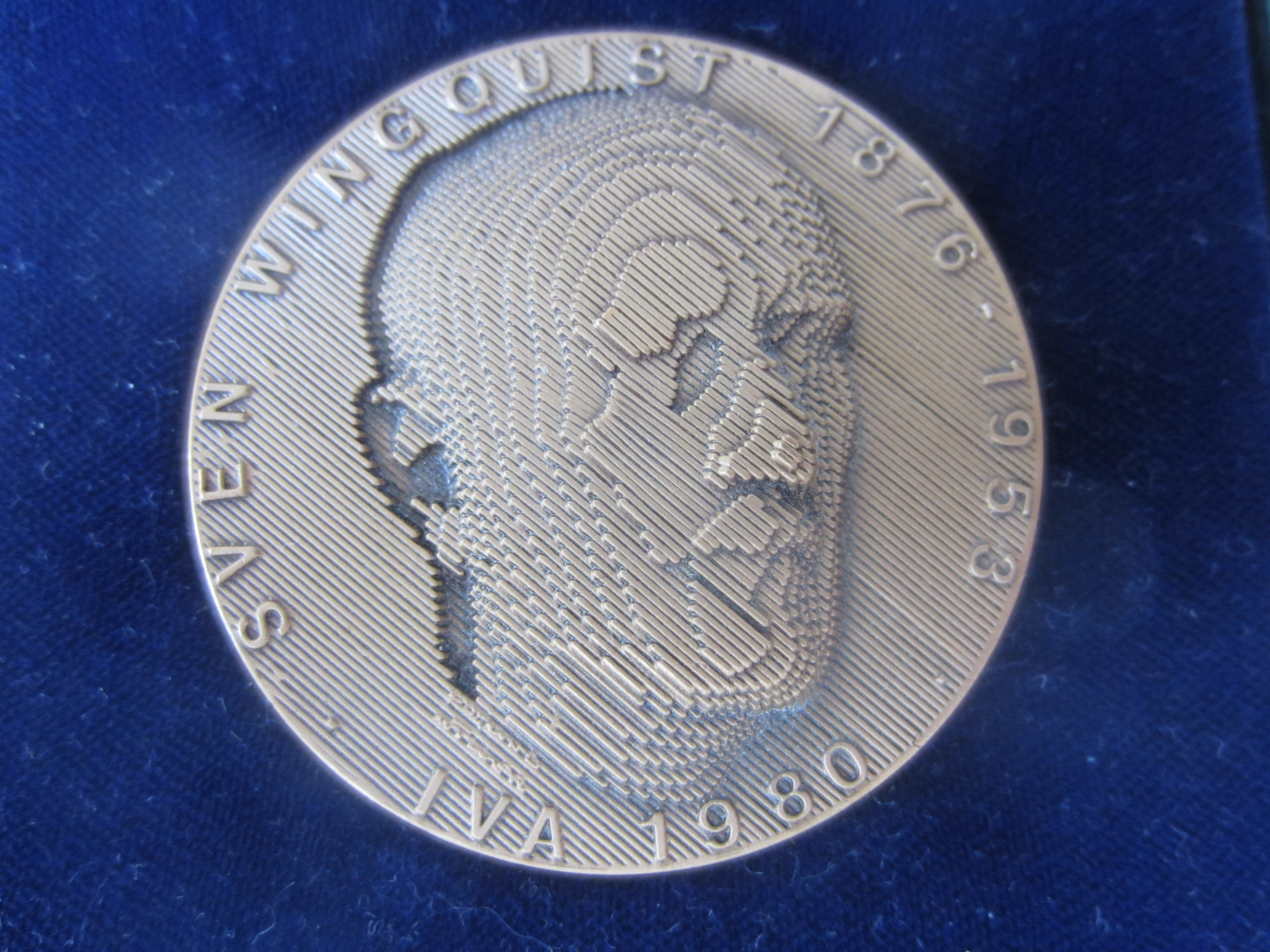
Sven Gustaf Wingquist, medalj i brons utgiven av IVA 1980, utförd av Lars Englund och Yvonne Möller. Diameter 45 millimeter.

Den 7 februari 1919 avgick Wingquist som verkställande direktör på egen begäran på grund av allmän trötthet. Redan under 1918 hade denna tyngt honom och den hade blivit värre med tiden. Tröttheten medförde till slut, att han blev tvungen att ställa in en viktig tjänsteresa på hösten 1918. Winquist var enligt läkarna inte sjuk i medicinsk mening, men bedömdes helt enkelt utarbetad av mycket och intensivt arbete under lång tid. Han ordinerades vila och en nerdragning av arbetstempot. 
Wingquist efterträddes av dåvarande försäljningschefen för SKF, Björn Prytz, men arbetade vidare som konsulterande ingenjör och styrelseordförande på deltid i SKF. Så småningom återfick han dock sina krafter och återgick till att arbeta heltid. När Axel Carlander, efter en obruten tid som styrelseordförande för SKF från att bolaget grundades 1907, avgick 1937, tillsattes Björn Prytz som styrelseordförande under ett år. Sven Wingquist tog över året därpå och innehade ordförandeposten under 15 år fram till sin död.

### Stort socialt ansvar
Sven Wingquist var en socialt mycket ansvarskännande person och införde redan 1913 fyra dagars semester med full lön. Han ordnade dessutom med kortare arbetstid, bostäder, olycksfallsförsäkring och bildade en pensionsfond innan sådana blivit lagstadgade. På sin 40-årsdag 1916 donerade Wingquist 100 000 kronor till arbetarna vid SKF i Göteborg, att förvaltas av "SKF:s arbetares förening". Vid samma tillfälle donerade han även 100 000 kronor till tjänstemännen vid SKF i Göteborg. Avkastningen skulle i första hand tillgodose kulturella intressen. 

På sin 50-årsdag överlämnade Sven Wingquist och hans maka Hildur,  som gåva till arbetare och tjänstemän vid SKF i Göteborg den i Hakefjorden belägna ön Lilla Brattön. På ön, som har en areal av cirka 14 hektar, fanns även ett par villor och en mindre stuga, vilka även ingick i gåvan. Frånsett det materiella värdet av gåvorna, var Sven Wingquists intresse för de anställdas välfärd en viktig faktor som skapade trivsel. Detta framgick tydligt när verkstadsklubbens ordförande Bror "Brollan" Nilsson framförde SKF-arbetarnas tack och lyckönskningar till Wingquist på hans 70-årsdag 1946. Nilsson sade då bland annat: 
| ”                                                                                       | Det har ofta varit hårda tag, men sedan har det blivit frid och försoning, ty Du är en stor reformator, som alltid har förstått att skapa arbetsglädje. | „ |
| – Tal av Bror "Brollan" Nilsson till Sven Gustaf Wingquist vid dennes 70-årsdag. (1946) | |   |

### Semesteranläggning för Boforsanställda
År 1940 skänkte Sven Wingqvist ön Storön i sjön Vänern i Gullspångs kommun till dem som var anställda vid AB Bofors i Karlskoga. När Wingqvist skänkte Storön till de anställda vid Bofors kunde en av Sveriges första semesteranläggningar i sitt slag byggas upp. Gåvan överlämnades 1940 och arbetet med att bygga upp semesterbyn sattes igång ganska omgående. Till midsommaren 1941, året därpå, stod de första stugorna klara, och Storön började etablera sig som semesteranläggning för de Boforsanställda med tillhörande familjer. Arkitekt för stugor, restaurang med mera i Bofors semesteranläggning var Gustaf Birch-Lindgren, som ritade semesteranläggningen omkring 1940. Året efter premiären byggdes ytterligare 20 campingstugor. År 1945 byggdes Storön ut ytterligare med 20 sportstugor av en ny typ som hade ett stort rum och två sovalkover med tillsammans sex bäddar. Från och med 1945 bekostade Bofors en veckas vistelse på Storön för alla pensionärer med fruar från Bofors och Björkborn. Fram till 1950 besökte runt 31 000 personer ön. Storön ägdes av Bofors, men intresset från de Boforsanställda att fira semester på ön svalnade dock under årens lopp och till slut köpte Gullspångs kommun ön 1992, som därefter blev ägare av ön.

### Intresset för skogsforskning
Sven Wingquist var mycket intresserad av skogsforskning.  Redan 1912 förvärvade han egendomen Remningstorp, som då omfattade 184 hektar skogs- och jordbruksmark. Successivt utvidgades egendomen genom tillköp och laga skiften i Istrums, Ledsjö och Lerdala socknar av Skaraborgs län. Han blev 1930 styrelseledamot i Skogssällskapet.
Wingquist var först i Sverige att lansera metoden med skogsvärdering genom flygfotografering. Stiftelsen "Hildur och Sven Wingquists stiftelse för skogsvetenskaplig forskning" tillskapades den 10 december 1946 genom att familjens egendom Remningstorp skänktes till stiftelsen. Fastigheten omfattade vid denna tidpunkt 1 513 hektar med ett taxeringsvärde av drygt 800 000 kronor. I samarbete med Skogssällskapet och i samråd med Statens Skogsforskningsinstitut arbetar stiftelsen med forskning inom området. Remningstorp har numera 1 520 hektar mark, varav 1 229 hektar är produktiv skogsmark, 173 hektar åkermark och 118 hektar övrig mark. Stiftelsens tillgångar uppgår för närvarande till 31,4 miljoner kronor. Under åren 1954–96 utdelades för forskningsändamål närmare 25 miljoner kronor, mätt i 1995 års penningvärde.

### Övriga uppdrag
Sven Wingquist var ledamot av styrelsen för Svenska Industriförbundet 1913–1938, och av Allmänna Exportföreningen 1913–1925 samt 1934–1938. Han var även efterfrågad i andra företag och var 1917–1946 verksam i AB Bofors, 1933–1936 som verkställande direktör och 1917–1932 och 1937–1946 som styrelseordförande. Han var även ordförande i styrelsen för Bofors Nobelkrut. Wingquist var ledamot av AB Volvos styrelse fram till 1949 – under en period även vice ordförande,och ledamot av styrelsen i SAAB från 1937. Åren 1941–1953 var han styrelseordförande i Svenska Flygmotor AB. Wingquist var styrelseordförande i Nydqvist & Holm AB, ledamot i styrelserna för Skandinaviska Banken och Svenska Aeroplan AB samt ledamot i 1931 års flygkommission.

### Sven Gustaf Wingquists svenska patent
Patent- och registreringsverket, patent nr: 
- 24160  1-radigt självreglerande spårkullager med sfärisk form på ytterringens löpbana, 1906.
- 25406	Flerradigt självreglerande radialkullager, 1907.[16]
- 26266	Självreglerande kullager för axialtryck, 1908.
- 27397	Verktyg för precisionsmätning, 1908.
- 31707	2-radigt sfäriskt rullager, 1910.
- 33901	Anordning vid kullager med kulhållare, Wingquist och H. Olsson, 1910.
- 57197	Rullager med tryckfläns, Wingquist och Nils Arvid Palmgren, 1919.
- 78223	Anordning vid dubbelradiga rullager, 1931.[39]

### Övriga uppfinningar
Wingquist innehade också en rad patent på olika maskinelement för transmissioner som universalknutar, hydrauliskt styrda kopplingar, automatiska växellådor för personbilar och slipmaskiner för rull- och kullagerelement. På USPTO finns åtminstone 35 patent hittills inscannade och dokumenterade från 1920-30 talen.

## Utmärkelser

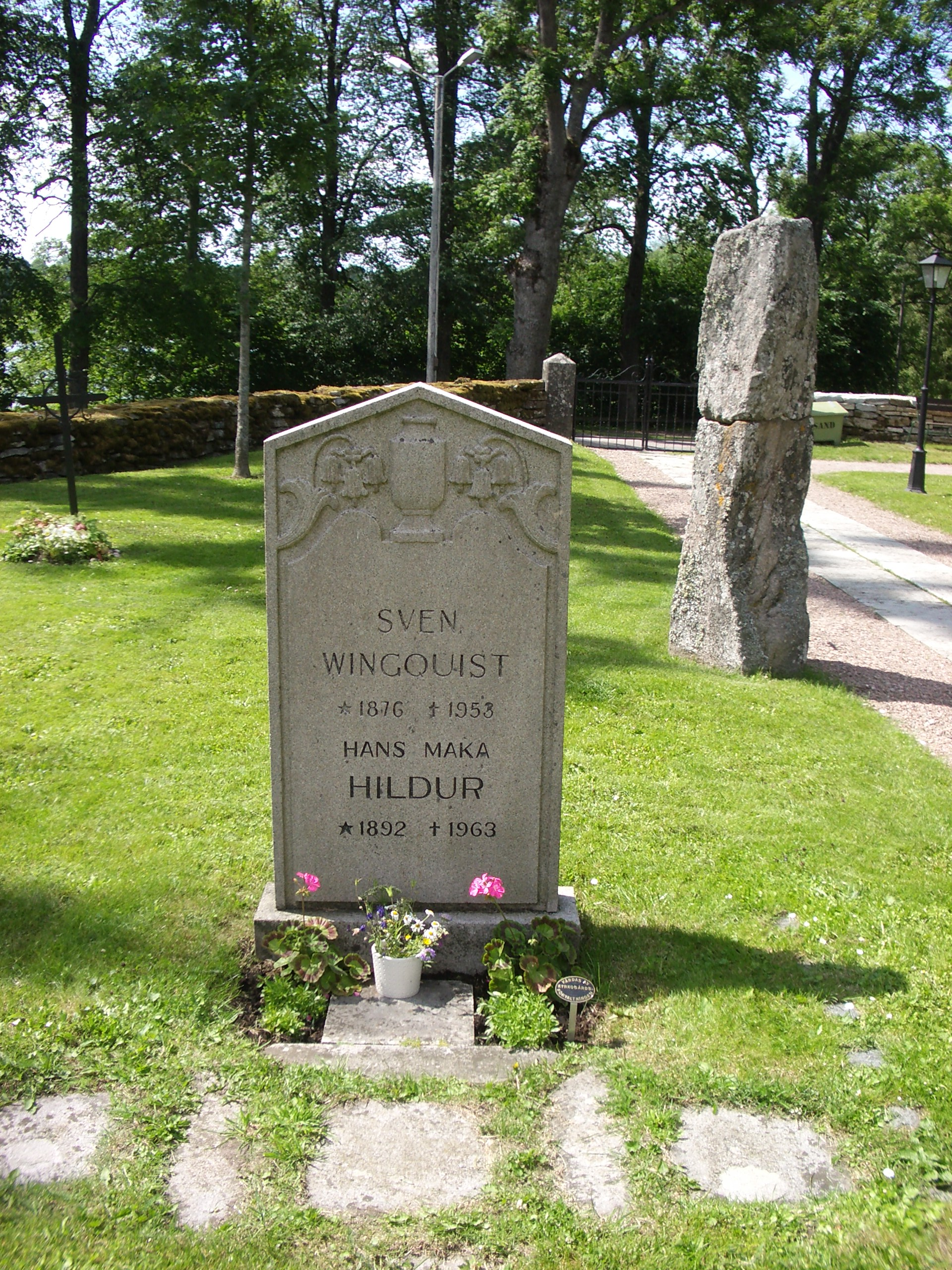
Gravsten för Sven Gustaf Wingquist (1876–1953) och hans maka Hildur (1892–1963) vid Eggby kyrka öster om Skara i Västergötland.

- 1921 – Promoverad till teknisk hedersdoktor (Honorary Doctor of Engineering) vid Stevens Institute of Technology, USA vid deras femtioårs-jubileum.[36]
- Kommendör med stora korset av Vasaorden 5 juni 1943.
- Kommendör med stora korset av Nordstjärneorden 15 november 1938.
- Kommendör av polska orden Polonia Restituta av första klassen .
- Officer i franska Hederslegionen.[36]
- Ledamot av Ingenjörsvetenskapsakademien[41][36]
- 1946, 11 februari[42] – Innehavare av Svenska Ingenjörsföreningens i USA, John Ericsson-medalj
- Hedersledamot i Svenska Ingenjörsföreningen, Brooklyn, USA.[36]
- Hedersledamot i Västgötlands Fornminnesförening.[36]
- Hedersledamot i Svenska Uppfinnareföreningen och Svenska Ingenjörsvetenskapsakademien (1941)
- Av Kungl. Maj:t tilldelats medaljen i guld av åttonde storleken med inskriptionen "För medborgerlig förtjänst"
- 1948, 4 juni – Göteborgs stads förtjänsttecken.[43]
- På sin 70-årsdag uppvaktades Sven Wingquist av Bofors styrelse, genom att amiral Erik Wetter, som efterträtt Wingquist som ordförande, överräckte en av bolaget präglad medalj, som hade Sven Wingquists bild på ena sidan och på den andra följande text: Han gav inre styrka, yttre kraft, fäderneslandet till värn.[44][45]

## Familj
Sven Wingquist var son till Sven Daniel Wingqvist, född 1844, och Anna Justina Gabriella Wingqvist, född Lundberg 1851. Båda föräldrarna kom från Skaraborgs län, fadern av bondesläkt från Norra Lundby och modern från Falköping. I föräldrahemmet bodde också mostern Hermina och morbrodern Sven, som båda var bokhållare. Sven var äldst av de fyra barnen. När fadern gick i pension flyttade familjen till Falkenå utanför Örebro.
Sven Wingquist var gift första gången 1900 med Matilda Sofie Bredberg (1871–1955). Efter skilsmässa från henne gifte han om sig den 6 juli 1919 med Hildur (1892–1963), född Hult från Själevad i Västernorrlands län. Hildur och Sven Wingquist har en gemensam grav vid Eggby kyrka, strax öster om Skara. Även Sven Wingquists bror, ingenjören Erik Wingquist (1885-1921), var verksam inom AB Svenska Kullagerfabriken (SKF).
I Göteborg var paret Wingquist bosatta i Lorensbergs villastad på Högåsplatsen 3 i Villa Torulf, ritad 1918 av Ernst Torulf och Arvid Fuhre. Numera residerar i huset tre av bolagen i JCE Group. Senare bosatte sig Sven och Hildur Wingquist på herrgården Remningstorp vid Flämsjön, cirka 12 kilometer nordost om Skara.